# Lady Grey (film, 2015)
Pour les articles homonymes, voir Lady Grey (homonymie).
Pour plus de détails, voir Fiche technique et Distribution.
Lady Grey est un film français écrit et réalisé par Alain Choquart, sorti en 2015.

## Synopsis
Dix ans après la fin de l’apartheid, au sein d’une mission française installée au pied des somptueuses montagnes du Drakensberg, une communauté de Sud-Africains noirs et blancs tente de vivre dans l’oubli des violents affrontements dont chacun porte encore en secret les blessures. Le passé va ressurgir et briser le silence, mettant en péril le fragile équilibre de la réconciliation et les rêves un peu fous des plus innocents.

## Fiche technique
- Titre : Lady Grey
- Réalisation : Alain Choquart
- Scénario : Alain Choquart et Laurence Coriat d'après La Dernière Neige et Une rivière verte et silencieuse d'Hubert Mingarelli
- Décors : Surisa Surisa
- Montage : Pierre Haberer
- Musique : Peter Von Poehl
- Photographie : Nigel Bluck
- Son : Marc Engels
- Production : Bertrand Faivre
- Sociétés de production : Artémis Productions, Le Bureau, Moonlighting, Spies Production Limited et Cofinova 10
- Sociétés de distribution : Rezo Films
- Pays d'origine :  France
- Langue : anglais
- Durée : 109 minutes
- Format : couleur - 35 mm - 2,35:1 - Dolby Digital
- Genre : drame
- Date de sortie : France, 6 mai 2015

## Distribution
- Peter Sarsgaard : Samuel
- Jérémie Renier : Mattis
- Emily Mortimer : Olive
- Claude Rich : Henri
- Liam Cunningham : Angus
- Jude Foley : Waldo
- Sibongile Mlambo : Estelle

## Autour du film
Le film est le dernier long métrage de la carrière de Claude Rich.